# Conacul urban de pe str. Maria Cebotari, 6 (Chișinău)
Conacul urban de pe str. Maria Cebotari, 6 este o clădire amplasată pe str. Maria Cebotari, 6 în Chișinău, Republica Moldova. Este un monument istoric și arhitectural de importanță națională inclus în Registrul monumentelor Republicii Moldova ocrotite de stat cu nr. 248 (municipiul Chișinău). Datează de la sf. sec. XIX – înc. sec. XX.